# 中華人民共和国工業情報化部
中華人民共和国工業情報化部（ちゅうかじんみんきょうわこくこうぎょうじょうほうかぶ、簡体字中国語: 中华人民共和国工业和信息化部（工信部）、英語: Ministry of Industry and Information Technology (MIIT)）は、中華人民共和国国務院に属する行政部門。

## 概要
2008年、第11期全人代の決議に基づき設立された。以下部署を統合した省庁である。
- 中華人民共和国国家発展改革委員会（国家発改委）の工業部門
- 中国国防科学技術工業委員会（現・中国国家国防科学技術工業局）の核電力以外の業務
- 情報産業部の郵政事業など一部を除く職務
- 国務院情報化工作弁公室の職務

これらを引き継ぐ、主要行政機関である。

## 組織
中国での「部」は日本での「省」に該当し、「司」は日本の「局」に該当する。
- 辦公庁
- 政策法規司
- 規画司
- 財務司
- 産業政策司
- 科技司
- 運行監測協調局
- 中小企業司
- 節能与綜合利用司
- 安全生産司
- 原材料工業司
- 装備工業司
- 消費品工業司
- 軍民統合推進司
- 電子信息（情報）司
- 軟件服務業司
- 通信発展司
- 電信管理局
- 通信保障局
- 無線電管理局（国家無線電辦公室）
- 信息化推進司
- 信息安全協調司　情報セキュリティ政策の国営企業・中国解放軍・警察などとの主要調整機関 公安部や国防部と密接なつながりを持っている[1]
- 国際合作司
- 人事教育司
- 機関党委員会
- 離退休幹部局

### 工業情報化部が管理する国家局
- 国家国防科学技術工業局
  - 国家航天局
  - 国家原子力機構
- 国家煙草専売局 (中国たばこ)

## 歴代部長
- 李毅中（2008年3月－2010年12月）
- 苗圩（2010年12月－2020年7月）
- 肖亜慶（2020年8月－）[2]